# OpenOffice.org XML
OpenOffice.org XML — формат файлів, використовуваний за промовчанням офісним пакетом OpenOffice.org версії 1.0 і StarOffice до версії 8 для збереження електронних документів різних типів, зокрема текстових документів, електронних таблиць, малюнків, формул, а також складених документів.
Починаючи з версії 2.0 OpenOffice.org використовує заснований на цьому форматі відкритий стандарт ISO/IEC 26300 OpenDocument.

## Типи файлів
Формат заснований на мові XML. Для зменшення обсягу XML-файли стискаються в ZIP- архів, який має розширення, що залежить від типу документа. При цьому, якісь файли всередині архіву не стискаються, а якісь повинні розташовуватися в архіві на строго визначених місцях.[неавторитетне джерело]
| Тип файлу          | Найменування компонента OpenOffice.org/StarOffice | Розширення файлу (шаблону) документа |
| ------------------ | ------------------------------------------------- | ------------------------------------ |
| Текст              | Writer                                            | sxw (stw)                            |
| Електронна таблиця | Calc                                              | sxc (stc)                            |
| Малюнок            | Draw                                              | sxd (std)                            |
| Презентація        | Impress                                           | sxi (sti)                            |
| Формула            | Math                                              | sxm                                  |
| Складений документ | Writer                                            | sxg                                  |
| Web-сторінка       | Writer                                            | html                                 |

## Цікаві факти
Розширення .std також використовує програма-перекладач PROMT для своїх документів.